# Kannheiser Glacier
Kannheiser Glacier är en glaciär i Antarktis. Den ligger i Västantarktis. Inget land gör anspråk på området. Kannheiser Glacier ligger 24 meter över havet.
Terrängen runt Kannheiser Glacier är platt söderut, men norrut är den kuperad. Terrängen runt Kannheiser Glacier sluttar söderut. Trakten är obefolkad. Det finns inga samhällen i närheten.